# 周兆祥
周兆祥（英語：Simon Chau Siu Cheung，1948年1月14日—），曾任教於香港中文大學翻譯系及香港浸會大學翻譯系，香港環保人士，環保組織綠色力量創辦人之一。他現時是鄉師自然學校的校董。

## 背景
周兆祥在1948年生於九龍深水埗，少時於該處的唐樓居住了13年。直至就讀中一時，因住處清拆而遷居一間位於沙田大圍、由父親租回來的山邊石屋。他在1960年畢業於東華三院九龍第一小學上午校（現為東華三院姚達之紀念小學），中學時期就讀於伊利沙伯中學（1960年入讀，1965年中五、1967年中七）。1968年入讀香港大學中文系，1970年取得二級榮譽文學士學位，同年在香港大學中文系修讀碩士。1975年港大碩士畢業後曾到玫瑰崗學校中學部教英文，之後曾任美術設計、編輯、電視監製及節目主持人、特約譯員、專欄作家等。
1979年，周兆祥到蘇格蘭愛丁堡大學修讀語言學，以翻譯教育理論論文獲得博士學位，並獲選為英國語言學會及香港翻譯學會會士。留英5年間，他深受環保思想影響。他舉家於1984年返回香港定居，先在香港中文大學擔任翻譯系講師。1989年在香港浸會學院 (現 : 香港浸會大學) 英文系任教翻譯課程。他曾並發表論文、文學創作及翻譯作品，積極推廣環境保護及綠色社會等思想。
1988年，周兆祥與友人創立本地環保組織綠色力量，一年後創辦綠田園有機農場；其後又在1995年和2004年先後創立香港素食學會和綠色生活教育基金。
2005年，周兆祥從浸會大學翻譯系主任的職位提早退休，成立了一個名叫 club O 的慈善團體，提倡綠色生活，包括：茹素、打坐、以催眠致富、以手療治病及飲尿防禿頭等。他全力投入綠色生活的工作，及參與於不同電台節目做主持或嘉賓， 如 香港電台第一台《住家男人》節目。

## 私人生活
周兆祥居於大埔船灣詹屋「野鴿居」超過30年，生活簡樸，不少家具都是拾回來的二手貨。他由1985年開始吃素，之後變為吃「全素」，連蛋、奶類都不吃，而且只生吃，不作任何烹調，而且水份亦只從植物吸收。 
周兆祥讀香港大學時因病入住明愛醫院，結識了照顧他的護士，最後結為夫婦。一子一女在英國出生，長女可凡，曾在美國 Swarthmore College 修畢和平與衝突學位，兒子可未，在多倫多大學畢業。

## 綠色理念
周兆祥身體力行素食數十年，並於網分享健康飲食食療之道。近年致力研究靜心、氣功、按摩、生機飲食、斷食、手療等，並出任綠色生活教育基金創會主席，定期主持「綠色茶座」、「禪食午餐」、「高能量晚會」、「Club O幸福日營」、「愛心圈」、「LifeFlow 斷食營」等活動。
周兆祥積極推廣綠色生活，認為人該與環境和諧共存。他會將廚餘用作堆肥，水果皮作酵素等,避免使用合成化學劑, 他希望人的生活可以達到不製造垃圾、不製造污水，不對環境產生破壞。他認為綠色生活是說按照大自然的規律（亦即所謂「天理」、「道」）做人，不污染破壞自己身心靈的內在世界，也不污染破壞地球生態。吃素和吃生機素食而不殺害動物(不吃肉)。 周兆祥博士認為過綠色生活即是把人生全面回歸自然。

## 作品
周兆祥十分關心社會，由於他學習過翻譯，所以他有能力出版，介紹世界各地新思潮及知識的圖書。他積極推廣綠色社會轉化，提倡符合自然規律的生活方式，他的作品努力提倡素食、生機飲食、母乳、綠色消費、單車代步、有機耕種、另類醫療、自家教育、生態旅遊；打擊基因改造食物、吸煙、皮草、食物添加劑、核子工業；爭取動物權益、人權；三十多年來在《公教報》、《溫暖人間》、《號外》、《快周刊》等報刊發表專欄文章，主編《流動生命》月刊、主持電視及電台節目，出版了200多種著、譯、編的書籍。主題包括翻譯、醫學、飲食、生態、氣功、傳媒、教育、政治、人生思想、催眠致富、倫理學等。
- 《綠色心靈力量－－創造美好人生的50個心理關鍵》ISBN 9789882162518.出版社： 皇冠文化出版有限公司.出版日期：2011年12月.
- 《健康防病這樣吃》ISBN 9789882161702.出版社： 皇冠出版社(香港)有限公司.出版日期：2010年3月.
- 《食藥不如食得好》ISBN 9789882161573. 出版社： 皇冠文化出版有限公司.出版日期：2009年7月.
- 《綠色生活的簡單法則》ISBN 9789881807151. 出版社： 青桐社.出版日期：2009年7月.
- 《靜心真好——享受自在歡喜的生命境界》出版社： 水連天出版社.出版日期：2003年8月.
- 《健康素菜食譜速查》出版社： 指南針集團有限公司.出版日期：2003年1月.
- 《新人類活力飲食》出版社： 青文書屋.出版日期：2000年7月.
- 《給患癌朋友的康復祝福》 出版社 :水連天出版社.ISBN 9789623390521.
- 《茹素策略》出版社： 青文書屋.

### 合著作品
- 《將上下而求索－－給明慧的20封信》作者：周兆祥﹑張燦輝. 出版社： 基督教文藝出版社.

出版日期：2005年9月.
- 《財經翻譯精要》作者： 范志偉, 周兆祥. 出版社： 商務印書館(香港)有限公司. 出版日期：2004年12月.
- 《Green Love 有機愛》ISBN 9789889731458. 作者： 周兆祥, 鄧明儀.  出版社： Jump Press. 出版日期：2004年2月.
- 《口譯的理論與實踐》作者： 周兆祥, 陳育沾. 出版社： 商務印書館(香港)有限公司.出版日期：1988年1月.